# Stevenia triangulata
Stevenia triangulata är en tvåvingeart som först beskrevs av Friedrich Hermann Loew 1847.  Stevenia triangulata ingår i släktet Stevenia och familjen gråsuggeflugor. Inga underarter finns listade i Catalogue of Life.